# ای والیس مایرز
آرتور والیس مایرز (انگلیسی: A. Wallis Myers؛ زاده ۲۴ ژوئیهٔ ۱۸۷۸ درگذشته ۱۷ ژوئن ۱۹۳۹) یا  غالبا به صورت مختصر اِی. والیس مایرز یک تنیس‌باز اهل بریتانیا بود.